# Downtown Camper by Scandic
Downtown Camper by Scandic, tidigare Sergel Plaza, är en hotell- och kontorsbyggnad belägen i kvarteret Skansen mellan Brunkebergstorg 7-9 och Drottninggatan 28 i stadsdelen Norrmalm i Stockholm. Hotellet som nyöppnades 1 september 2017 är ett av Scandics signaturhotell. Inredningens tema är natur och friluftsliv.
Hotellet hette 1971-2015 Sergel Plaza. På taket har det därefter byggts på två våningsplan för hotellet. Byggnaden är grönmärkt av Stadsmuseet i Stockholm, vilket innebär att den anses vara ”särskilt värdefull från historisk, kulturhistorisk, miljömässig eller konstnärlig synpunkt”.

## Downtown Camper by Scandic
Interiören på Downtown Camper by Scandic.

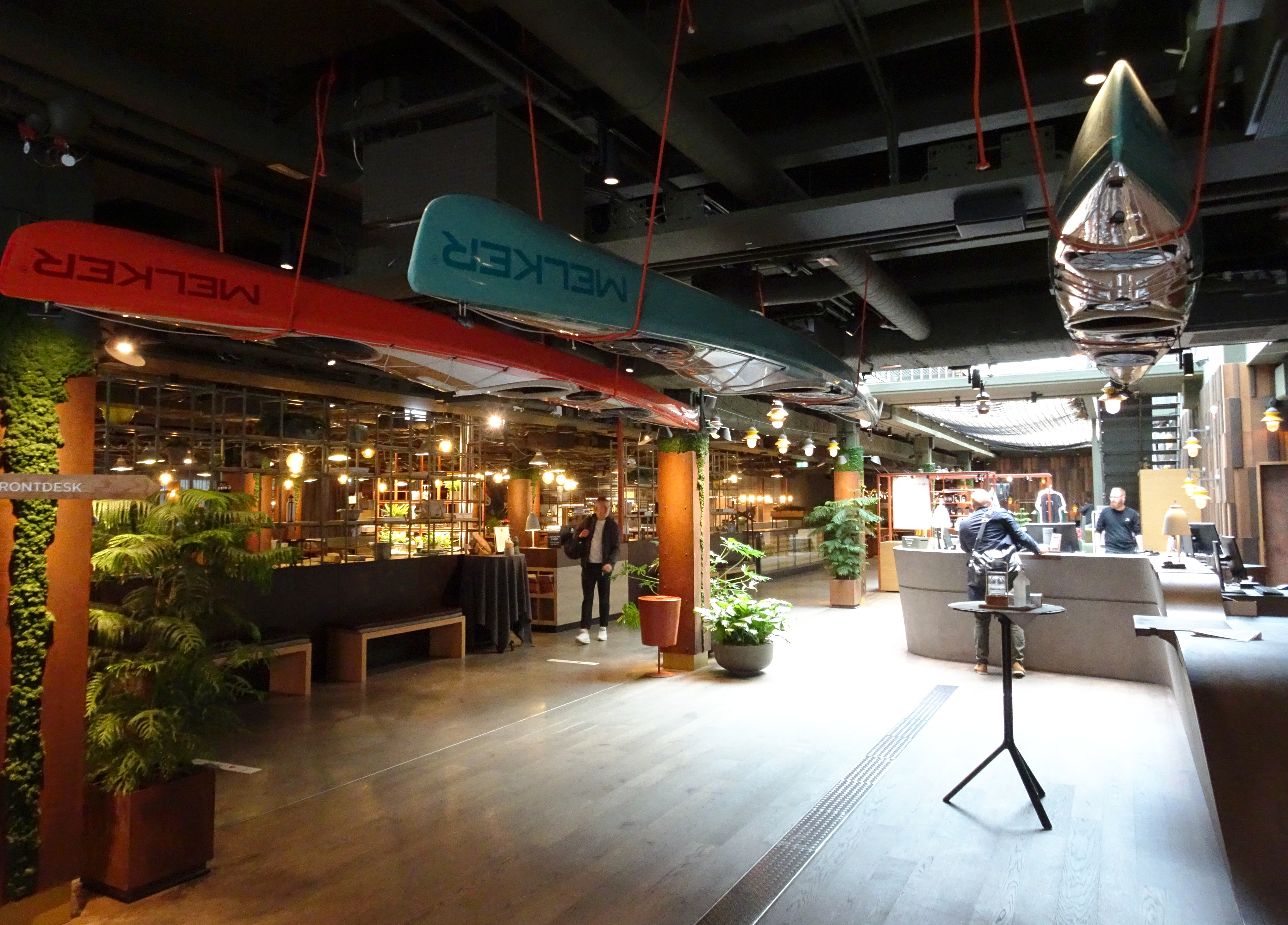
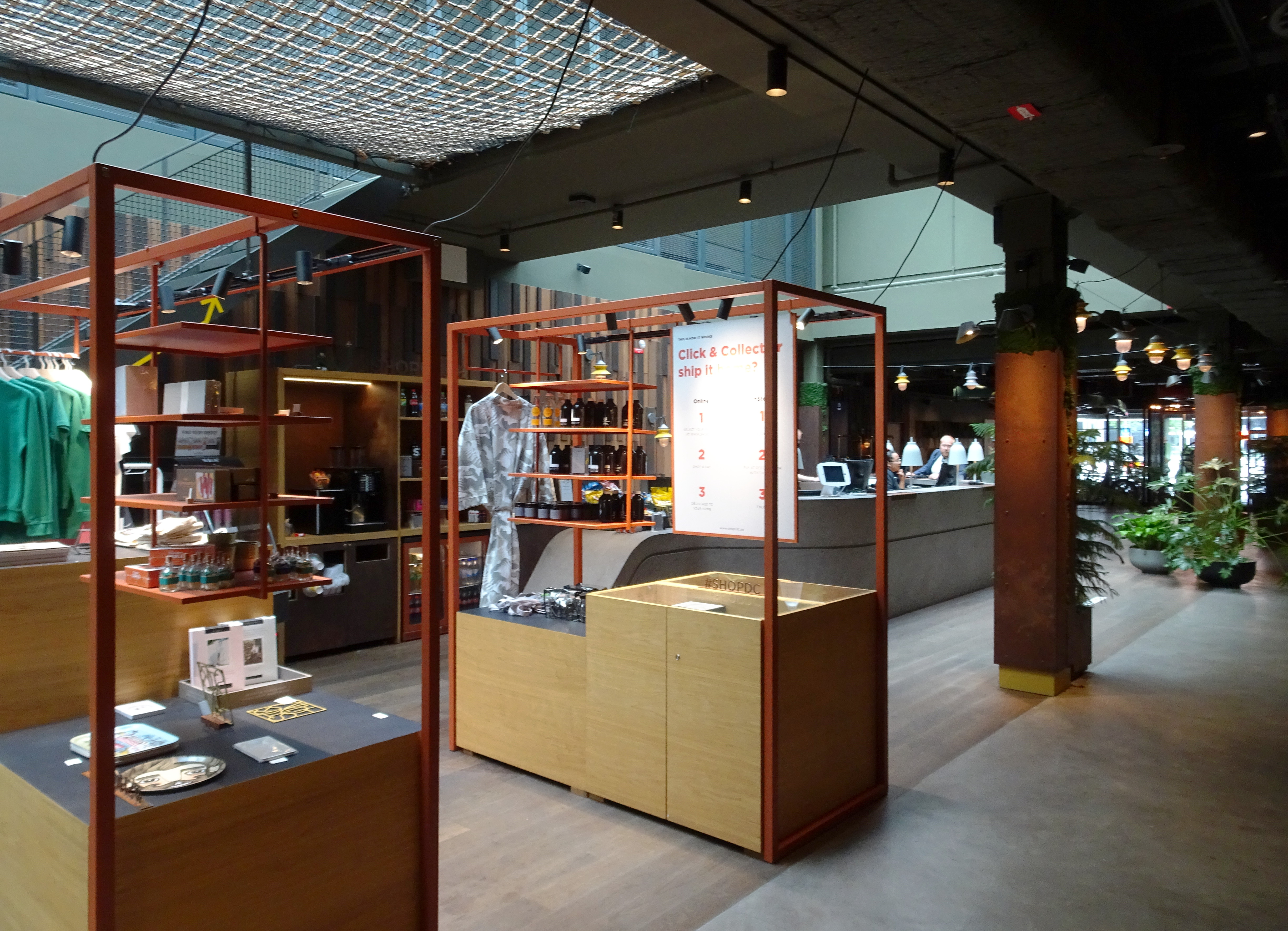
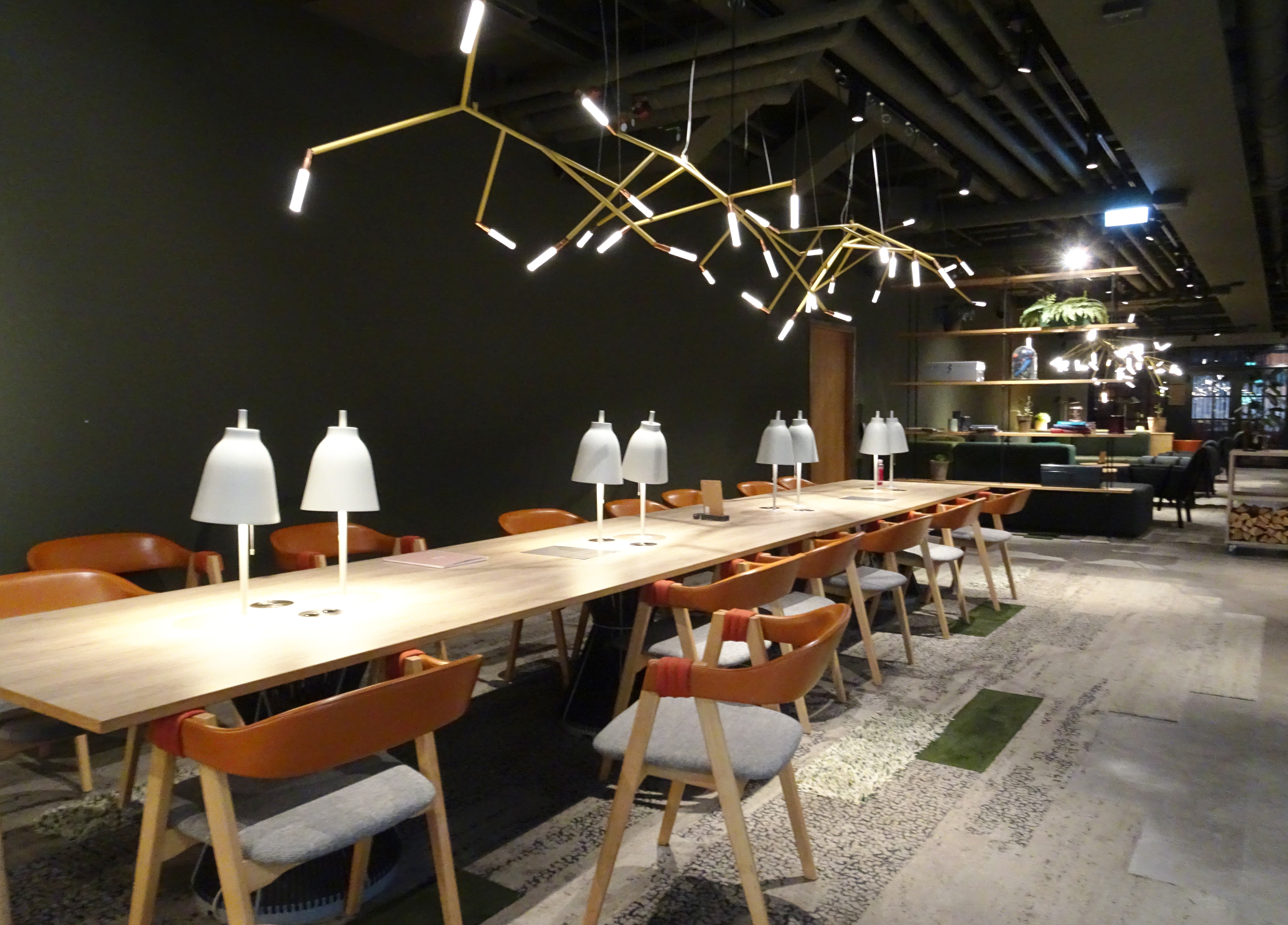
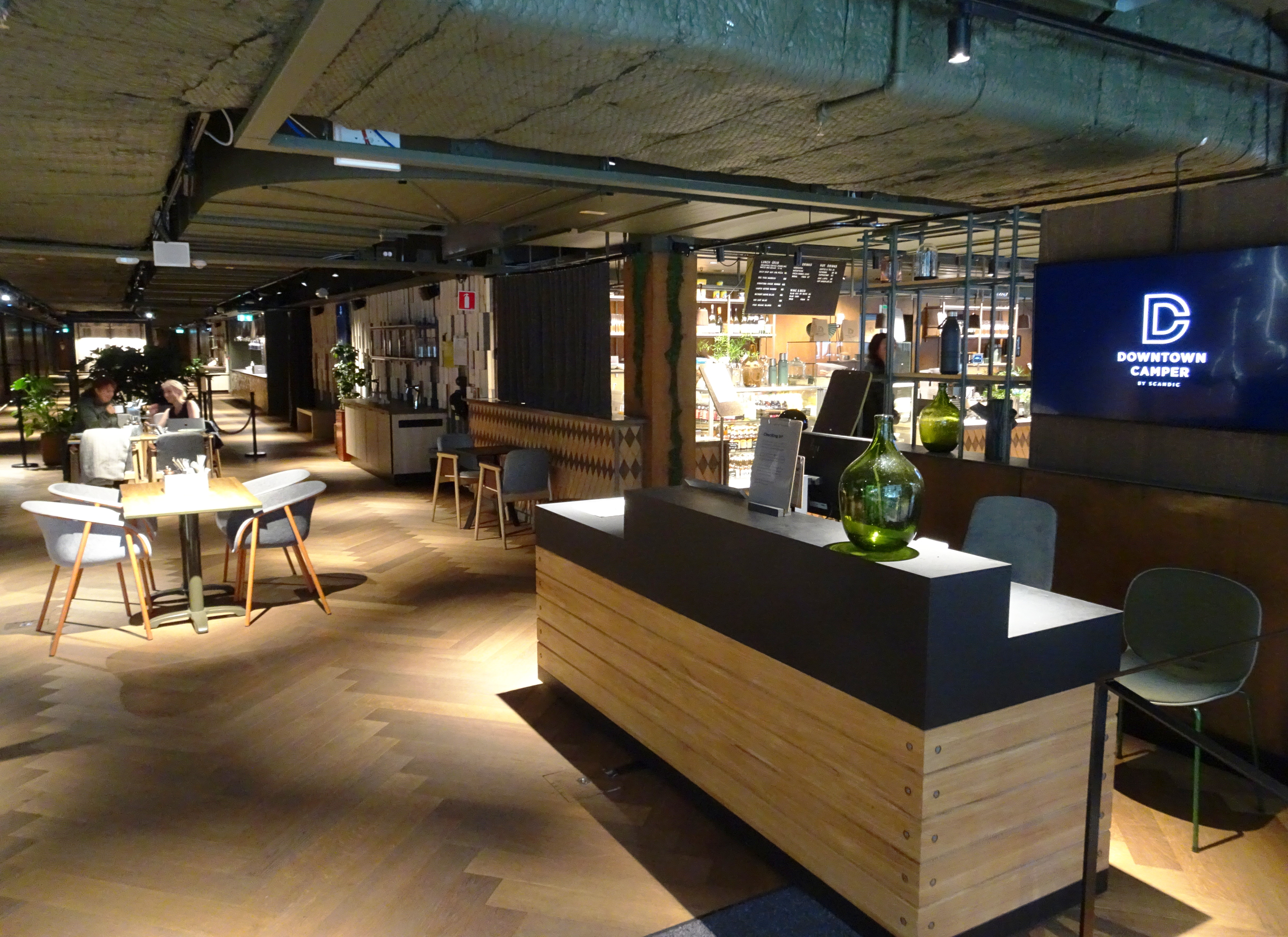

## Sergel Plaza

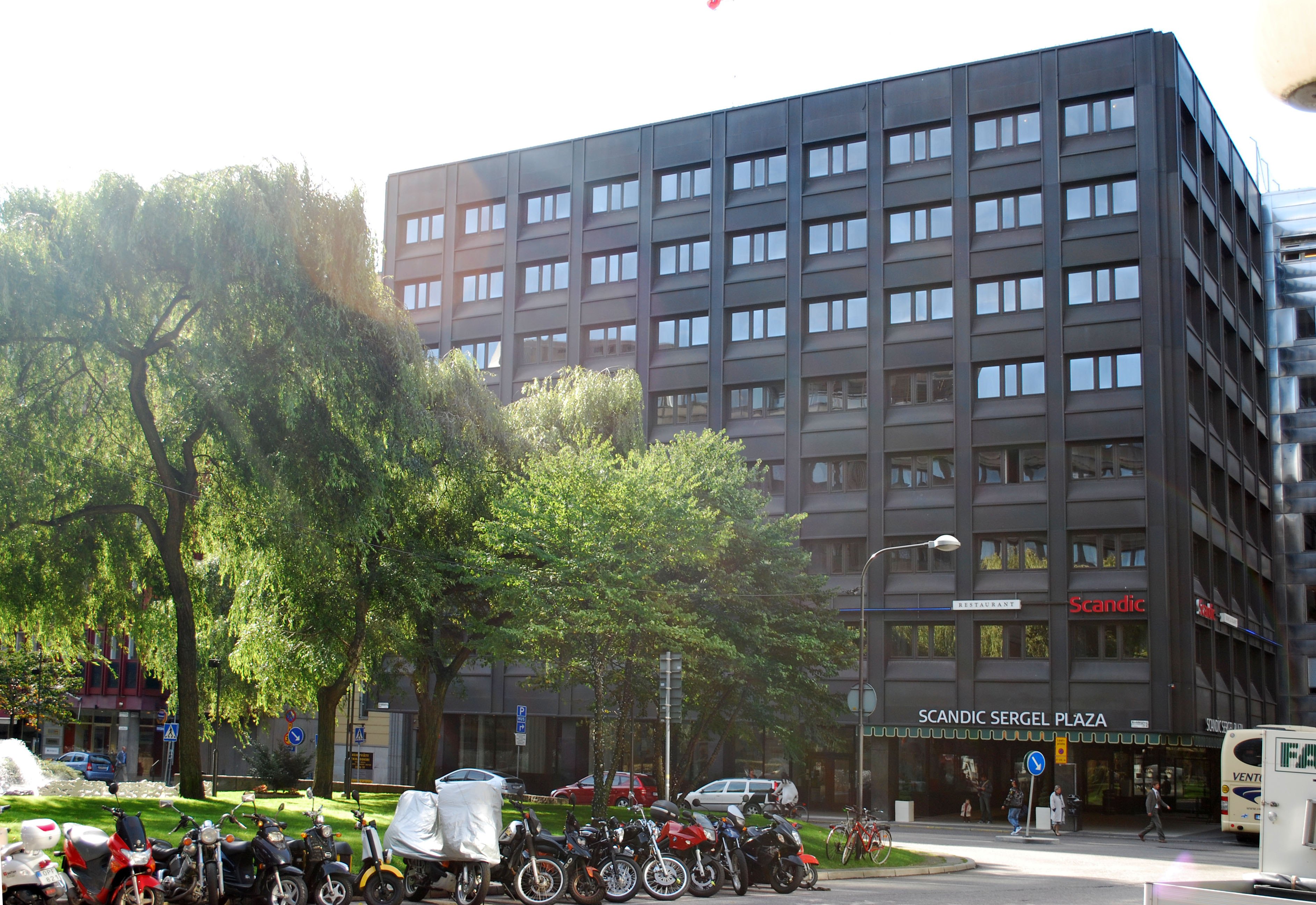
Scandic Sergel Plaza, 2009.

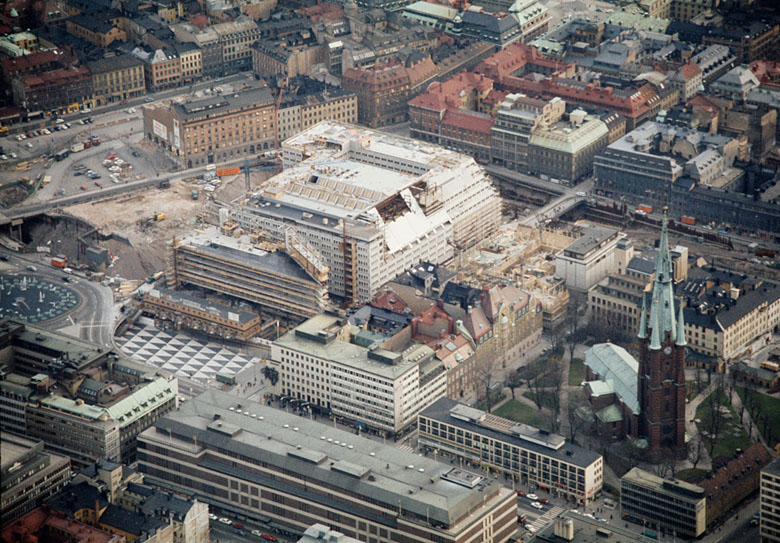
Hotellet under uppförande, 1969.

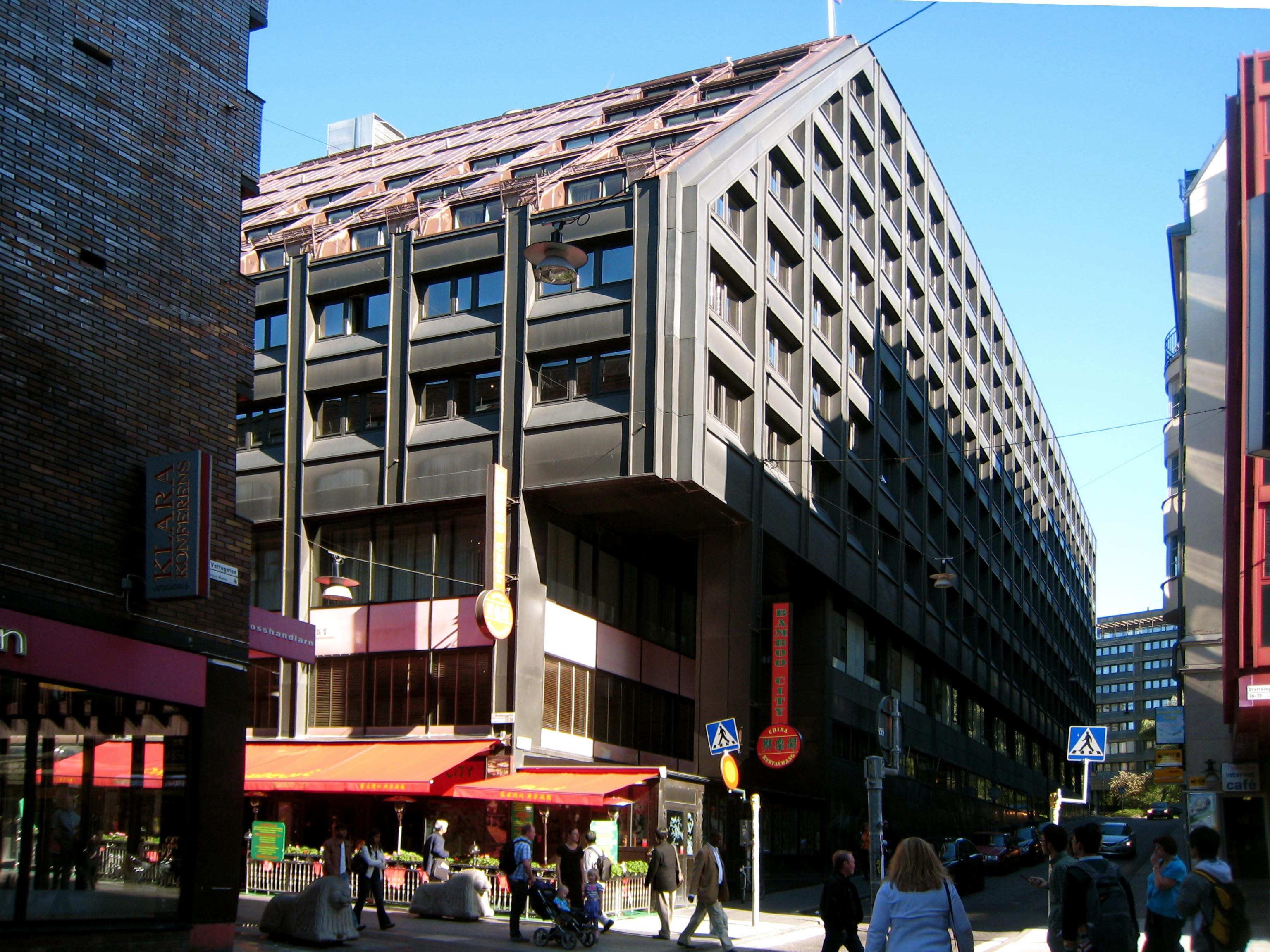
Sergel Plaza mot Drottninggatan, 2009.

Huset byggdes 1969–1971 på platsen för det tidigare Hotell Gillet, som en del av Norrmalmsregleringen. Som byggherre stod Saneringsavdelningen vid Stockholms stads fastighetskontor, vilken lät arkitektkontoret Malmquist & Skoogh utforma det nya hotellet i city.
Byggnaden omfattade totalt 13 plan, varav två under mark. Mot Drottninggatan inreddes lokaler för restaurang och butiker. Hotellreceptionen placerades på plan fem, i marknivå med det högre liggande Brunkebergstorg, medan de 50 hotellrummen upptog plan tolv. Våningarna däremellan var inledningsvis inredda som cellkontor, vilka fungerade som arbetsrum för Riksdagens ledamöter under den tid då Riksdagen provisoriskt var inhyst i Kulturhuset 1971–1983.
Exteriört kläddes byggnaden med plåtkassetter av brun eloxerad aluminium vilka, i likhet med Swedbanks huvudkontor på motsatt sida av torget, skapar en kraftfull volymverkan. Fasaden mot Drottninggatan trappades av från våning sex och uppåt.
Byggnaden har genomgått flera inre ombyggnader och renoveringar, och under 1980-talet gjordes den om till ett modernt affärshotell. Hotellet öppnade den 1 maj 1984. Bandet klipptes av prinsessan Lilian i närvaro av hennes make prins Bertil. Operatör vid denna tidpunkt var Reso Hotels (del av Reso AB) och direktör var fransmannen Charles des Marie. Senare drevs hotellet av Provobis Hotels innan det övergick i kedjan Scandic Hotels. 
Hotellet erbjöd vid öppningen 407 hotellrum (varav 12 sviter), Anna Rella gourmetrestaurant, Movitz lobbybar, Plaza Café & Winebar samt Estetique skönhetsanläggning med spa.
Lobbyn var ritad av den franske arkitekten Alberto Pinto, medan sviterna var inredda med olika arkitektoniska stilar, bland annat: Le Corbusier och Josef Frank.
Inom hotellet fanns ett flertal verk av Johan Tobias Sergel, avgjutningar av statyer och medaljonger samt flera originalteckningar och brev.
Mellan december 2015 och hösten 2017 var hotellet stängt för en större renovering.